# Rioturbio (Mieres)
Rioturbio (en asturiano y oficialmente Returbiu) es un barrio de la parroquia de Santa Rosa, en el concejo asturiano de Mieres (España).

## Situación
La barriada de Rioturbio fue construida en los años cincuenta del siglo XX y se encuentra en un estrecho valle situado a 3 kilómetros de la villa de Mieres del Camino y 10 de Langreo, a unos 260 metros sobre el nivel del mar, en las orillas del río San Juan.

## Historia
Antes de levantar el barrio sólo existían en este rincón pomaradas, fincas y huertos. En 1953 se comienza a gestionar la operación urbanística a fin de dar alojamiento  decenas de familias mineras. Un año más tarde se llevó a cabo la adjudicación de las obras que acabaron en 1958. La empresa encargada de su  construcción fue Colominas, y era la que en aquel momento hacía la mayoría de las obras propuestas por el gobierno.
Constaba de 712 viviendas que se dividieron entre Rioturbio y Murias, barriada que se encuentra a 2.4 km. En Rioturbio se hicieron 602 y en Murias las 110 restantes. Su objetivo era descongestionar los núcleos urbanos del concejo de Mieres y destinar las nuevas viviendas a familias mineras, algunas de las cuales (especialmente migrantes llegados de Andalucía, Extremadura...) vivían en hórreos y pajares habilitados como vivienda. También se contempló la creación de una residencia para trabajadores portugueses. 
Con el paso del tiempo se fue viendo la necesidad de organizarse y reclamar mejoras para el pueblo. Es en este momento cuando se forma la Hermandad de Festejos de San Juan Bosco al amparo de la Ley de Asociaciones de 1964. En la década siguiente se funda un Teleclub con biblioteca, salón de actos, bar, etc.
En 1976 se crea la Asociación de Vecinos.
A principios de 1980 se empieza a reivindicar el consultorio médico, que no se inauguraría hasta 1992. Con el paso de los años también se construyó un polideportivo.
Rioturbio, que ha disminuido considerablemente su población desde la crisis de reconversión industrial de las cuencas mineras asturianas, es sede a día de hoy de uno de los concursos de tonada más prestigiosos de Asturias.

## Arquitectura
La barriada supuso un paradigma de paternalismo estatal, acogiéndose a las leyes franquistas encaminadas a dar salida de una forma rápida y barata a la escasez de vivienda, especialmente en lugares superpoblados como lo era la cuenca minera asturiana. 
El barrio ocupa un estrecho vallejo por el que discurre el río San Juan. Las viviendas se dispusieron en bloques racionalistas de cinco plantas distribuidos en torno a las calles y plazas. En el centro de la barriada se construyeron algunos edificios públicos como un colegio. El centro escolar se encuentra adosado a la iglesia de San Juan Bosco, que preside el barrio por su posición y envergadura. Los bloques son decorados con falsa piedra y líneas de imposta que modifican la monotonía arquitectónica. Algunos bloques se diseñaron con soportales donde se establecían diferentes comercios. 
Las edificaciones de la colonia conviven con las casas previas a la construcción de la barriada y algún otro bloque construido posteriormente.